# Partenza della spedizione dei Mille da Quarto

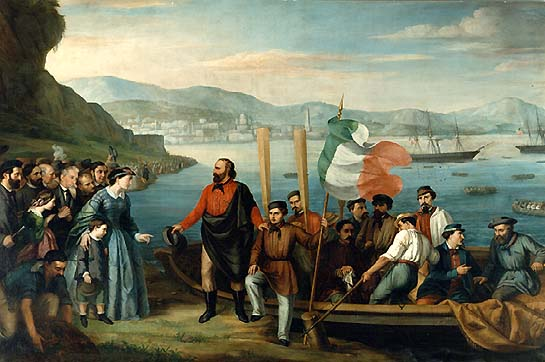
Partenza da Quarto (nella realtà la partenza avvenne la sera e le navi non erano ancora presenti)

(Giosuè Carducci: Odi barbare, Scoglio di Quarto)
Nella notte fra il 5 e 6 maggio 1860, sotto il comando di Nino Bixio, un gruppo di garibaldini si impadronì dei piroscafi civili Piemonte e del Lombardo e – simulando, come da accordi con Fauché, il furto (anche con la connivenza delle autorità piemontesi) – salpò dallo scoglio di Quarto verso la Sicilia, dando inizio alla spedizione dei Mille.

## I preparativi
| Le navi Piemonte e Lombardo, utilizzate durante la spedizione |                   |      |           |           |          |            |     |
| nome nave                                                     | luogo costruzione | anno | lungh. m. | largh. m. | pesca m. | peso tonn. | HP  |
| Piemonte                                                      | Glasgow           | 1851 | 50        | 7         | 3        | 180        | 160 |
| Lombardo                                                      | Livorno           | 1841 | 48        | 7,40      | 4,23     | 238        | 220 |

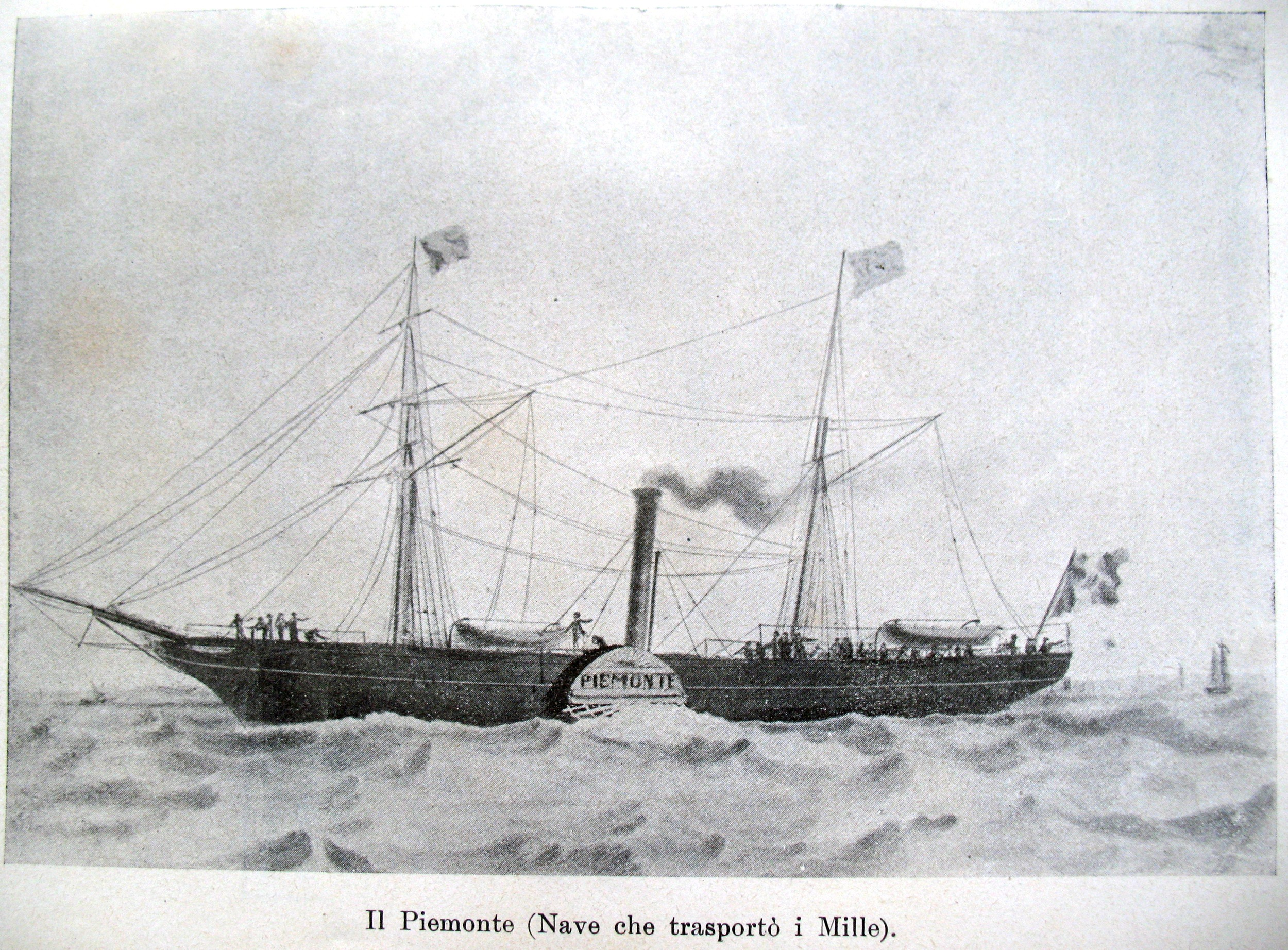
Nave Piemonte

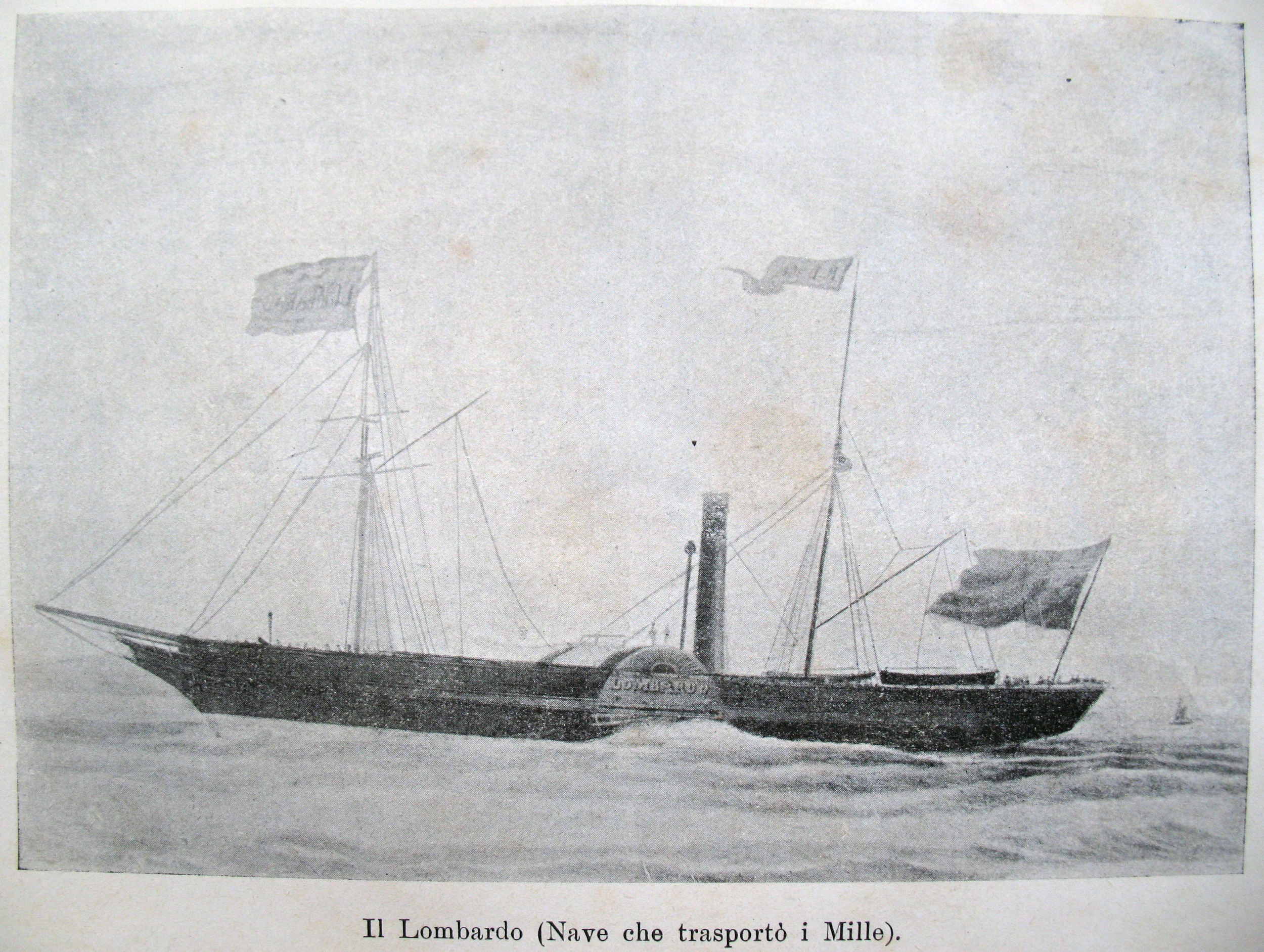
Nave Lombardo

Inizialmente la partenza della Spedizione era prevista per il giorno 28 aprile 1860, per 500 volontari imbarcati sulla nave Piemonte alla quale Giovanni Battista Fauché provvide ad aggiungere anche la nave Lombardo, ma le esitazioni di Garibaldi a causa dell'incerto andamento delle rivolte in Sicilia comunicate con telegramma da Nicola Fabrizi, provocarono il posticipo della data di partenza, favorendo l'aumento del numero di volontari garibaldini alla partenza.
Elia aveva ricevuto l'incarico di reclutare marinai, ma la sua richiesta di impiegare i marinai partiti da Rimini nel 1849 fu respinta da Garibaldi, con il motivo di non propagare troppo la notizia della Spedizione, vennero quindi arruolati buoni marinai già presenti a Genova, fra i quali i nostromi Lorenzo Carbonari, Demetrio Conti, Eugenio Fabi, assegnando l'incarico a Carlo Burattini, capitano marittimo di Ancona, di recarsi a Livorno per arruolarne altri. Bixio aveva invece il compito di provvedere a tutto il resto, navi comprese, aiutato da Francesco Carbone. 
Il Governo aveva preso le misure necessarie per far sapere che l'imbarco stesso non doveva avere luogo nel porto di Genova e per assicurarsi la connivenza passiva delle autorità era necessario salvare le apparenze mostrando una certa segretezza di facciata. Per favorire le operazioni dei garibaldini le autorità avevano concentrato la guardia ed i controlli a Cornigliano e a San Pier d'Arena lasciando libertà di azione nella parte est dove sarebbe avvenuto l'imbarco.
A pochi giorni dalla partenza i preparativi della spedizione si svolgevano ormai apertamente nel porto di Genova, senza che le autorità intervenissero e Nino Bixio si occupava di procurare le navi per la traversata ottenendole dal consenziente patriota e armatore Raffaele Rubattino, si trattava dei vapori Piemonte e Lombardo, separati da una vecchia nave di nome San Giuseppe, scelta come punto base per l’operazione.
Il piano di Bixio consisteva nello svegliare a mano armata all’alba i marinai, che fingevano di dormire, costringendoli ad eseguire le manovre e poi dirigersi verso Quarto dove si trovavano i volontari garibaldini in attesa dell’imbarco.

### Garibaldi a Quarto

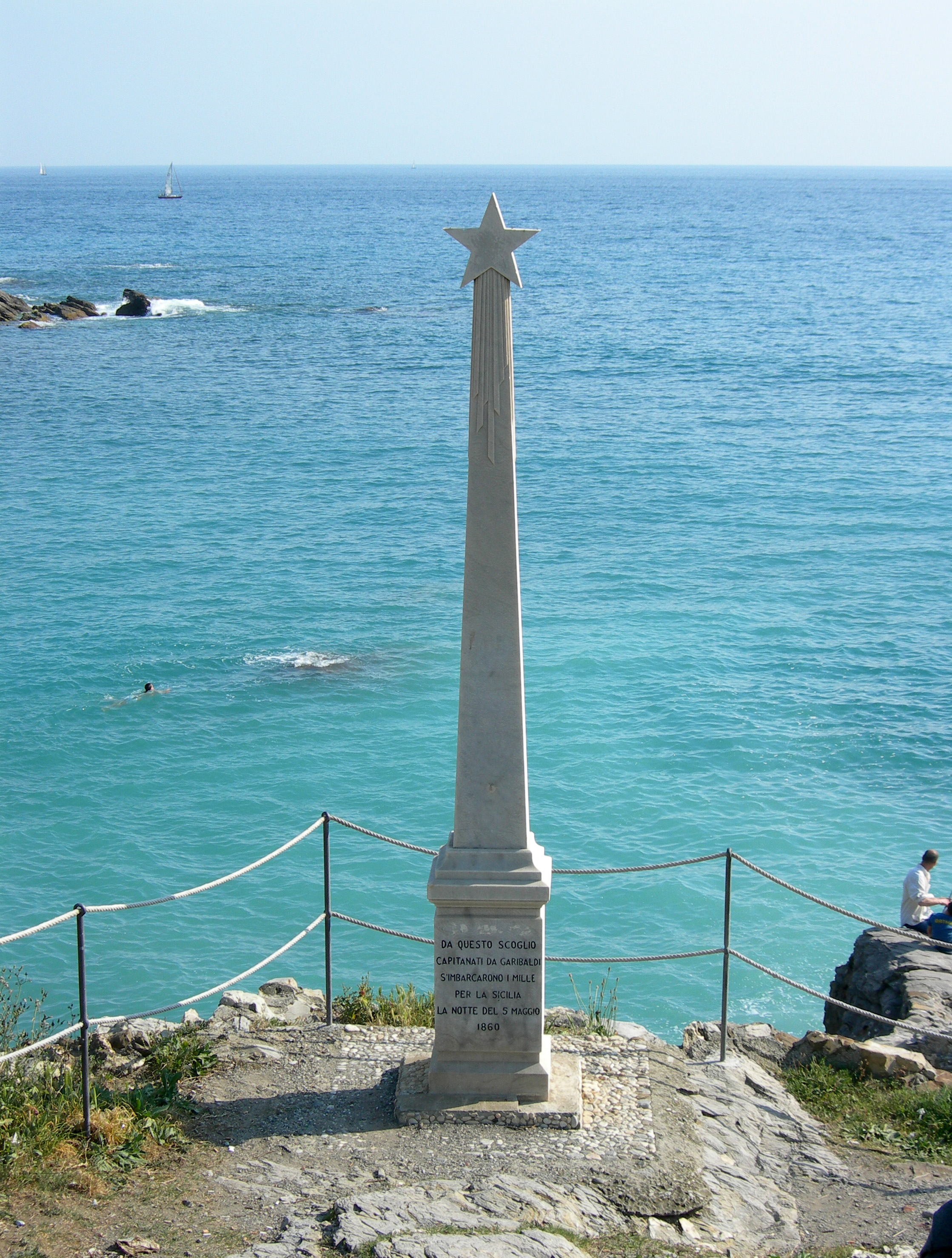
Scoglio dei Mille

A Villa Spinola nel quartiere di Quarto, ospite del suo vecchio compagno d’armi e garibaldino Vecchi, Garibaldi sostituì il suo abbigliamento di abiti civili scuri, con quello che è poi passato alla storia: pantaloni grigi a campana alla marinara, camicia rossa non più sciolta come nel 1849, bensì stretta, con fazzoletto di seta colorata al collo e un gran poncho sudamericano sulle spalle, abbigliamento che Garibaldi indosserà per il resto della sua vita, sia in privato che in pubblico.. 
A Quarto era in attesa Garibaldi, circondato dai suoi più fedeli aiutanti, tra i quali il Sirtori, che pur non credendo al successo dell’impresa da intraprendere diceva: “Se ci va Garibaldi, vado anch’io”. Non erano presenti militari dell'Esercito Sardo, in quanto la condizione posta dal Governo era di non accettare militari, che dovevano quindi disertare, con l'eccezione di cinque ufficiali sardi, tra i quali il Bandi.
Erano presenti, tra gli altri, anche i tre Fratelli Cairoli, di Pavia; gli ungheresi Türr e Tükory; il mantovano Acerbi, veterano dei 1848; Ippolito Nievo, Camoens, soldato e poeta pure di Mantova; i calabresi Domenico Mauro e Luigi Miceli; il milanese Giuseppe Missori e il bergamasco Francesco Nullo poi morto generale degli insorti polacchi; Mori, Savi, Stallo, Burlando, i genovesi Canzio e Schiaffino; Giorgio Manin, figlio di Daniele l'ex dittatore di Venezia; Francesco Montanari di Modena, superstite di combattimenti disperati che cadrà a Calatafimi; Giacinto Bruzzesi di Roma; il livornese Giuseppe Bandi, Luigi Gusmaroli e i siciliani Giuseppe La Masa, Giacinto Carini, Mario Palizzolo, Salvatore Calvino, Alessandro Giaccio, Vincenzo Fuxa e Francesco Crispi con la consorte Rosalia Montmasson. Anche il Medici avrebbe voluto partire con i Mille, ma una lettera di Garibaldi, consegnatagli a Quarto, lo pregava di restare e attendere per organizzare e spedire successivi rinforzi in Sicilia e negli Stati Papali. 
(Trevelyan, pp. 262-263)

## La partenza

### L'imbarco a Quarto

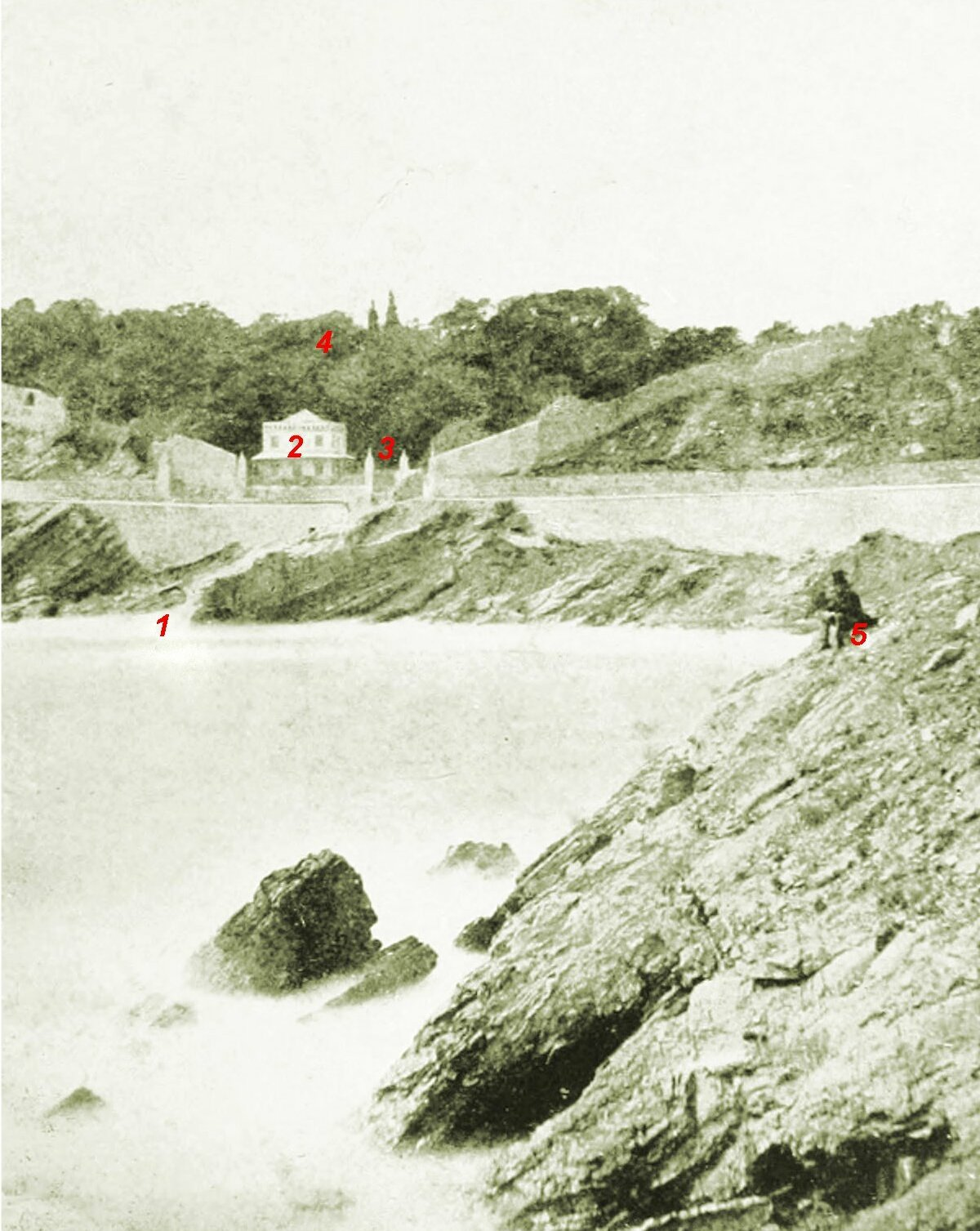
Fotografia dello scoglio di Quarto da dove si imbarcarono parte dei Mille di Garibaldi, scattata dal generale Stefano Canzio

A Quarto verso le dieci di sera Garibaldi, salito in barca per ultimo con Turr, Sirtori, alcuni ufficiali ed il Bandi, subito dopo ordina alla barca di rientrare a terra ordinando al Bandi di tagliare le linee del telegrafo non appena avvistati i due vapori, il Bandi avrebbe poi raggiunto in seguito le altre barche.
La barca di Garibaldi andò quindi ad unirsi alle altre che già attendevano a circa mezzo miglio dalla riva, con una flottiglia di scialuppe piene di volontari, per attendere l’arrivo dei due vapori, mentre il resto dei volontari attendeva il ritorno delle scialuppe per un nuovo imbarco, in quanto le scialuppe non erano sufficienti per contenere tutti i volontari.
Secondo Carlo Agrati la distanza delle barche dalla costa sarebbe stata maggiore di mezzo miglio, in quanto la linea di disposizione prevista delle barche, tra la Lanterna e la punta estrema di Portofino, si trova a circa un miglio dal punto di imbarco e la flottiglia sarebbe consistita di due chiatte, secondo il Bixio oppure una decina di barche, secondo un anonimo, che scriverà un testo: "La rivoluzione Siciliana".
In mezzo alla flottiglia di imbarcazioni davanti a Quarto, in attesa dei due vapori con a bordo il grosso dei volontari già imbarcati alla Foce del Bisagno, c’era una barca con un fanale a fiamma rossa e verde, segnale di riconoscimento per il Piemonte e il Lombardo e nonostante la bonaccia, durante la lunga attesa notturna in barca il dondolio delle onde aveva provocato in molti il mal di mare, con l’attesa che si faceva sempre più penosa, perché i garibaldini erano stipati al massimo dentro le barche. Il mal di mare si farà sentire anche più tardi a bordo delle navi nel mare agitato, in quanto la gran parte dei volontari non era mai stata a bordo di una nave. 
Per ritardare il più possibile l’annuncio della notizia al governo borbonico, Garibaldi aveva disposto di effettuare tre tagli della linea telegrafica, il primo di notte ai Giardini pubblici di Genova, il secondo a Quarto (eseguito dal gruppo di Bandi) e un terzo nelle vicinanze di Camogli. I tagli vennero eseguiti ai Giardini e a Quarto, ma inutilmente, in quanto i borbonici erano già informati del progetto di spedizione ancora prima che questa salpasse e il giorno prima della partenza le navi della Real Marina del Regno delle Due Sicilie si preparavano ad intercettare i due piroscafi garibaldini. La sosta a Talamone e la rotta verso le coste africane servirono a nascondere meglio la navigazione alla flotta borbonica.

### La presa dei vapori nel porto di Genova
La sera del 5 maggio un gruppo numeroso, quasi tutto di gente di mare e anche ingegneri provetti, si era riunito alla spicciolata su una chiatta di nome Giuseppe in un angolo nascosto del porto di Genova, nei pressi del faro orientale, dove nei giorni precedenti erano state imbarcate diverse casse anche di armi. Erano presenti Salvatore Castiglia, Giuseppe Guerzoni, Giuseppe Orlando, Augusto Elia, Andrea Rossi di Diano Marina, Simone Schiaffino e una quarantina di uomini pratici arruolati a Genova e Livorno..

Quando Nino Bixio apparve, infilandosi in testa il suo kepì di tenente colonnello, secondo il Guerzoni, pronunciò le seguenti parole; 
(La Spedizione dei Mille, Federico Donaver, pag. 84-85)
Il gruppo di Bixio diviso in due barche mosse quindi verso le navi Piemonte e Lombardo per prenderne il controllo svegliando gli equipaggi che dormivano, mentre dal balcone il Fauché vigilava dal suo balcone quasi di fronte allo scalo Rubattino. 
Secondo la versione di Pietro Spangaro il gruppo di Bixio era di 100 uomini, riunitisi su un bastimento in riparazione nei pressi del Lanternino, che verso la mezzanotte salì sulle due navi deserte, metà dei marinai necessari sarebbero già stati con il gruppo di Bixio, tranne i fuochisti, che in parte arrivarono più tardi alle 1 e trenta, secondo tale versione i due vapori sarebbero partiti verso le 3 e mezza.
Secondo Augusto Elia, la notte precedente la partenza, Bixio aveva convocato in casa sua Andrea Rossi, già comandante di un legno armato nel 1849 a Rimini e Augusto Elia, dando incarico a Rossi e Schiaffino con metà equipaggio di impossessarsi del Piemonte, mentre Elia, Menotti e l'altra metà dell'equipaggio dovevano impossessarsi del Lombardo, Bixio arrivò successivamente con un rimorchiatore per trainare il Piemonte, che aveva al suo traino il Lombardo, secondo Carlo Agrati il rimorchiatore sarebbe stato la stessa nave Piemonte, sulla quale il Bixio inizialmente salito.
All'ultimo momento il Nuvolari, che attendeva con impazienza a casa del Bertani, riuscì a salire a bordo del Piemonte con 90.000 lire a lui consegnate da Migliavacca, dopo che quest'ultimo era riuscito a cambiare in grande fretta in marenghi d'oro oltre un terzo della somma raccolta, in quanto sotto forma di titoli cartacei della Banca di Genova, che certamente non sarebbero stati utili all'interno della Sicilia, della somma 70.000 lire vennero spese nella Spedizione prima della presa di Palermo.

### I ritardi nell'imbarco
Secondo Crispi i due vapori Piemonte e Lombardo vennero presi da Bixio e altri 50 uomini alle 11,30 e il ritardo della partenza era dovuto al fatto che ci vollero tre ore per formare il vapore (propulsivo) sul Piemonte e che quest’ultimo era uscito alle 2,30 di notte dal porto di Genova trainando il Lombardo, che aveva le caldaie accese, senza ancora la formazione del vapore sufficiente a creare la pressione propulsiva. La nave Lombardo aveva anche problemi meccanici e si dovette chiamare in aiuto l'ingegnere siciliano Campo per aiutare il suo collega Orlando, anch'esso siciliano. 
Nel frattempo a Quarto, dopo un’attesa di 4 o 5 ore al largo, ancora le due navi Piemonte e Lombardo tardavano ad apparire, al punto che Garibaldi preoccupato chiese ai suoi barcaioli di essere portato a Genova per incontrare Bixio, che incrociò mentre navigava fuori dal porto di Genova, perché le operazioni di partenza avevano richiesto più tempo del previsto, in quanto Bixio era riuscito ad accendere le caldaie e a partire solo verso le due di notte del 6 maggio pertanto Garibaldi salì a bordo della nave Piemonte a Genova.

### Il gruppo imbarcato alla Foce

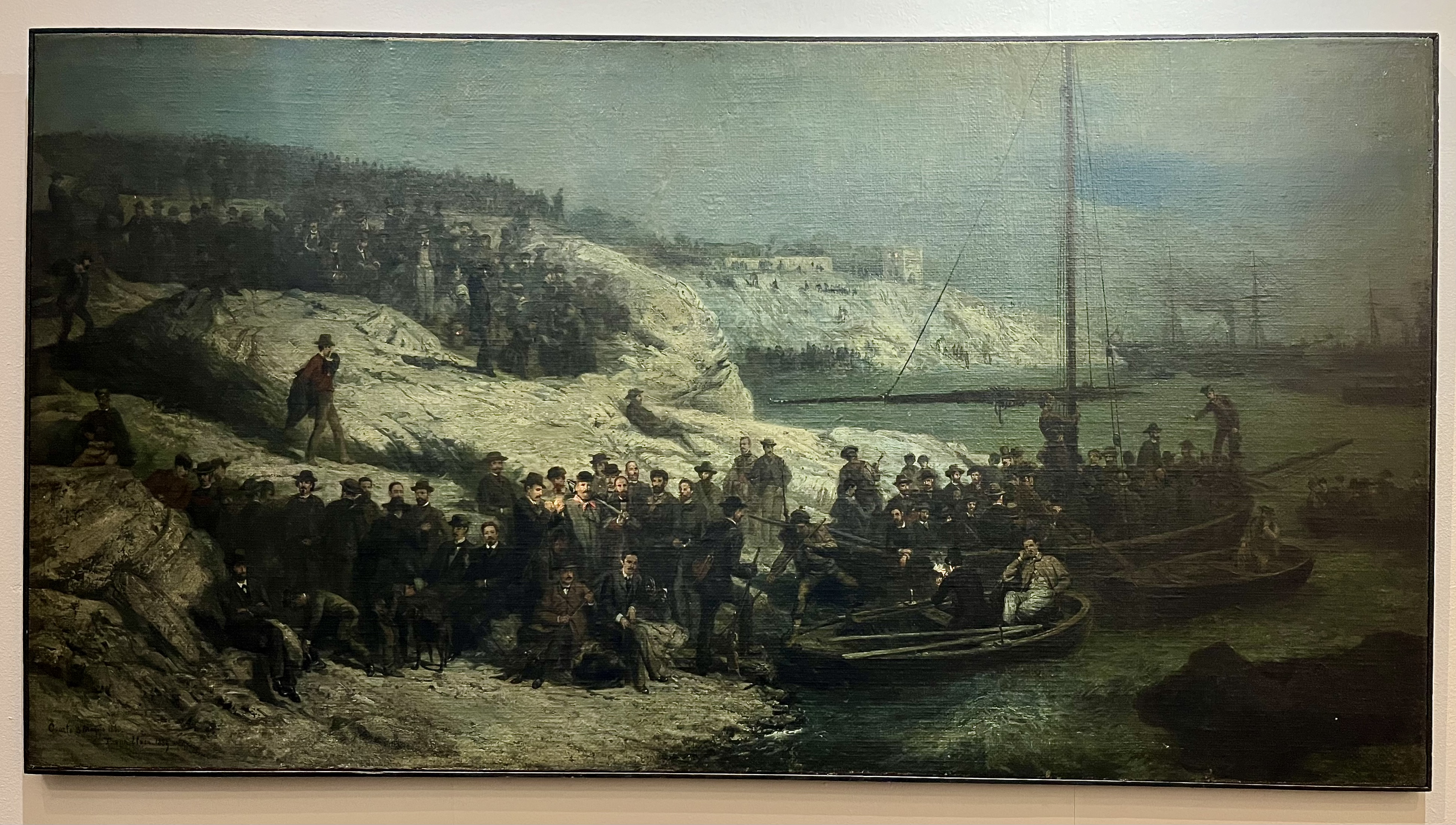
Pierre Tetar van Elven, La partenza dei Mille, 1889.

Dopo la partenza dal porto di Genova vennero presi a bordo anche i garibaldini e i materiali del gruppo di imbarcazioni provenienti dalla Foce del Bisagno, oggi quartiere di Genova ma all'epoca piccolo borgo di pescatori situato tra Genova e Quarto. Il gruppo imbarcato alla Foce viene definito da alcuni testi storici come un piccolo gruppo, mentre altre importanti testimonianze storiche, compreso il diario di Nino Bixio, attestano che il gruppo radunatosi a Foce fosse in realtà assai numeroso.

### La partenza dallo scoglio

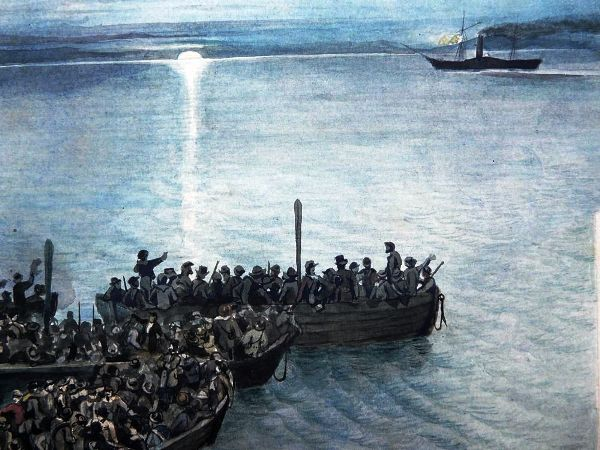
Quarto. Partono i Mille, Nodari Giuseppe -
Il dipinto riproduce la reale partenza, in quanto le navi arrivarono a Quarto dopo molte ore di attesa sulle barche a circa mezzo miglio dalla riva.

Ai primi albori del mattino il Piemonte e il Lombardo finalmente arrivarono a Quarto dove le operazioni di imbarco si svolsero con grande concitazione e confusione, perché la lunga attesa prima dell’imbarco e l’approssimarsi del giorno creavano la necessità di affrettarsi, anche a costo di lasciarsi dietro qualcuno.. 
A Quarto per salire sulle navi gli uomini si aggrappavano a ogni scala di corda in 4 o 8 alla volta, arrampicandosi e spintonandosi, con le scialuppe che poi ripiegavano verso la costa per imbarcare altri volontari, issati alla rinfusa con le casse dei materiali.
Dopo due ore tutti i volontari si erano imbarcati sui due piroscafi, il Lombardo era comandato da Bixio con Augusto Elia come secondo, ufficiali Giuseppe Dezza, Menotti Garibaldi, Carlo Burattini e Giuseppe Orlando macchinista, mentre il Piemonte era comandato dal siciliano Salvatore Castiglia, con Schiaffino come secondo, ufficiali Rossi, Gastaldi e il siciliano Achille Carapo macchinista, sul Piemonte con Garibaldi erano imbarcati anche Crispi e la moglie Rosalia Montmasson, che fu quindi l'unica donna della spedizione. 
A causa del sequestro delle armi moderne ad opera di Massimo d'Azeglio i volontari partirono solo con le loro armi personali, tranne i Carabinieri genovesi e i Cacciatori di Pavia che erano dotati di ottime carabine svizzere. Le vettovaglie ed alcune casse di armi erano state imbarcate, in parte al porto di Genova e assieme ai volontari alla Foce e a Quarto, mentre il grosso del carico di munizioni ed 200 ottimi fucili, che avrebbe dovuto essere imbarcato successivamente, non riuscì ad eseguire la consegna. 

Una volta partiti Garibaldi domandò all’ufficiale: 
Terminato l’imbarco verso le ore 6 del mattino, circa mezz’ora dopo il Lombardo si diresse verso il canale di Piombino, mentre il Piemonte partì verso le 7,15 facendo una sosta a Recco per rifornirsi di grasso, essendo più veloce di circa 2 miglia orarie il Piemonte raggiunse il più lento Lombardo all’incirca verso La Spezia. 
All'appuntamento per l’imbarco i volontari garibaldini indossavano i loro abiti civili, qualcuno indossava la divisa piemontese, i Carabinieri genovesi avevano una loro divisa, quindi allo sbarco di Marsala erano in pochi ad indossare le camicie rosse, perché durante il viaggio ne vennero distribuite solo 50, anche se su tale numero esistono discordanze, altri come il Nievo parlano di 280, mentre il Sylva le quantifica in 500, che sarebbero state distribuite, a sorteggio per squadre di compagnia, dopo avere lasciato Porto Santo Stefano, è da ritenere che il numero del Nievo sia il più verosimile, in ogni caso solo una minoranza dei volontari sbarcò in camicia rossa.

### Mancata consegna del carico di armi di Bogliasco per la spedizione dei Mille

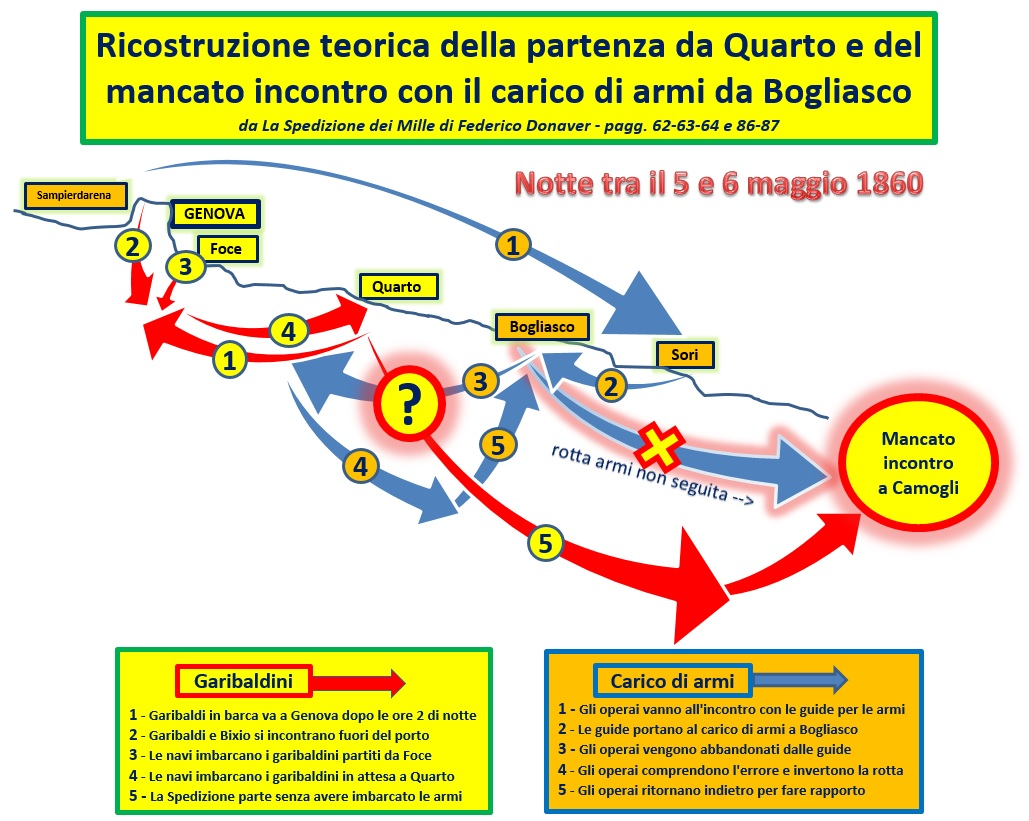
I Mille e il carico di armi di Bogliasco

Una possibile spiegazione sul mancato incontro del battello con il grosso delle armi e munizioni per la Spedizione viene fornita dallo storico Federico Donaver, il quale scrive che una squadra di bravi operai di Sampierdarena era stata incaricata di andare a ritirare con le barche e portare a bordo delle navi, le armi di buona qualità e molte munizioni, che si trovavano a Bogliasco. 
Nel 1874 i partecipanti allora incaricati raccontarono di avere ricevuto istruzioni da Bixio e da Acerbi di recarsi sul ponte di Sori, dove, tramite parola d’ordine avrebbero incontrato i capi incaricati di consegnare le armi e di portarli a bordo, senza dare ulteriori istruzioni, né sul luogo, né sul nome delle navi (Piemonte e Lombardo), per presumibili ragioni di sicurezza. 
Gli operai incaricati di Sampierdarena trovarono sul Ponte di Sori i capi che avrebbero dovuto guidarli e arrivati, senza essere stati preventivamente informati, trovarono già radunati dalle guide una ventina di giovani in maggior parte marchigiani e romagnoli, inviati in aiuto. 

Imbarcate le armi, uno dei due capi si era subito dileguato, mentre l’altro con una scusa si allontanò slanciandosi su un canotto a bordo del quale si allontanò rapidamente, limitandosi a dire: 
(Donaver, p. 63)
Ma il fanale rimase acceso per soli venti minuti, poi la luce scomparve nel buio e malgrado tutti e quaranta gli incaricati e aggregati gridassero per chiamare la guida, questa se ne era andata senza tornare.
I barcaioli, tutti di Cornigliano, li condussero al largo verso la riviera di ponente assicurando che i piroscafi dovevano prenderli a bordo presso S.Andrea di Sestri, ma poco prima del mattino si resero conto dell'inganno e obbligarono i barcaioli a puntare verso levante, quando avvistarono due navi a vapore che si allontanavano da Portofino. 
Uno dei due barconi approdò a Bocca d'Asse per informarsi e, venuti a conoscenza che i due vapori erano il Piemonte ed il Lombardo, alcuni volontari salirono su una barca leggera e veloce per tentare di raggiungerli, navigando inutilmente per 25 miglia. Si temette anche per il carico, perché i rematori, preoccupati, avrebbero voluto gettare il compromettente carico in mare, anche se questo era un trucco talvolta usato dai contrabbandieri per poi successivamente recuperarlo e dividersi i guadagni..
Ritornati a terra, gli incaricati fecero rapporto al Bertani e al Quadrio, che recuperarono le armi, le stesse partiranno successivamente il 24 maggio per la Sicilia sulla nave Utile della spedizione Agnetta, con un volontario del gruppo che era rimasto tagliato fuori per il mancato appuntamento con le navi, quasi tutti gli altri partiranno con la spedizione Medici.
Le barche avrebbero dovuto attendere il Piemonte e il Lombardo di fronte a Camogli e a causa della loro mancata presenza si parlò di tradimento, attribuendo la colpa al Governo, mentre fu riconosciuto nei fatti che il capo-barca Profumo, piantò in asso i volontari con le armi, perché quella notte doveva effettuare certe operazioni di contrabbando, che gli interessavano più della Spedizione.
Secondo il Trevelyan è possibile che il ritardo con cui la Spedizione è partita, abbia indotto in errore il battello delle armi, che, non vedendo i due vapori e senza una guida esperta, invece di attendere ha remato verso ponente nella speranza di incontrarli, finendo per oltrepassarli senza vederli e una volta avvistati i vapori in direzione di Portofino non sono più riusciti a raggiungere il Piemonte e Lombardo.
In effetti le guide avrebbero abbandonato il battello delle armi, per approfittare dell’allentamento della sorveglianza tra Genova e Portofino, per favorire la partenza della Spedizione, e fare affari di contrabbando,  ritenendo erroneamente che senza guida il battello delle armi avrebbe comunque incontrato le navi.
Secondo Carlo Agrati, che cita la "Relazione sulla mancata consegna delle armi di Sori" presumibilmente diretta al Bertani, il comportamento della guida denominata Celle ma anche nota come Selle, Profumo o Perfumo, sarebbe stato alquanto oscuro e non indotto dal solo interesse di dedicarsi al contrabbando di seta e tabacco, tra i vari argomenti si cita il fatto che il Celle salì poi a bordo del Lombardo, senza indicare dove rintracciare i due barconi di armi ed i loro 30 volontari dallo stesso Celle abbandonati, facendo supporre che il suo intento fosse di impedire l'incontro degli stessi con i vapori. In base a questi fatti si ritenne che tale azione fosse stata predisposta da chi intendeva sabotare la spedizione.

Garibaldi, allarmato per il mancato incontro delle barche con le armi e molte munizioni, fermò la navigazione del Piemonte per circa mezzora, poi proseguì sperando che il Lombardo di Bixio avesse preso a bordo il carico di armi. Durante una breve sosta a Camogli, Garibaldi ricevette la conferma che le armi non erano state imbarcate e a quel punto disse:  
(Trevelyan, pp. 267-269)

### Le finanze della Spedizione dei Mille
La Spedizione salpò da Genova con la somma di 90.000 lire, delle quali 70.000 furono spese nella campagna che precedeva la presa di Palermo.
La somma di 90.000 lire era stata fornita dal Fondo di Milano per il milione di fucili, delle quali 30.000 inviate il 5 maggio 1860 dal Finzi al Bertani e le restanti 60.000 recapitate a Genova dal Migliavacca con l'ultimo treno del medesimo 5 maggio. Delle ultime 60.000 lire l'importo di 36.000 era sotto forma cartacea pertanto si rese necessario procedere a cambiarle in fretta in 1.800 marenghi d'oro. Di queste somme erano pervenute al Fondo di Milano lire 37.000 dal Municipio e da altri contribuenti di Pavia verso la fine di aprile. Altre somme erano state spese prima dei preparativi per la partenza della Spedizione: 
1. Lire 8.000 consegnate dal La Farina alla fine di aprile.
2. Lire 50.000 consegnate dal Fondo per il milione di fucili (che ha contribuito per un totale di 140.000 lire, sommano anche le 90.000 lire portate a bordo dal Nuvolari).
3. Lire 108.000 provenienti da una sottoscrizione separata proveniente da Brescia.
4. "Altre migliaia di lire" pervenute a Garibaldi da parte dei suoi amici in America.

| Costo complessivo della prima Spedizione del 5 maggio 1860 - Resoconto del Bertani                |      |            |
| Dal Fondo per il milione di fucili                                                                | lire | 50.000     |
| Dal Fondo per il milione di fucili per mezzo del Migliavacca                                      | lire | 60.000     |
| Dal Fondo per il milione di fucili per posta                                                      | lire | 30.000     |
| Dal Generale Garibaldi                                                                            | lire | 36.592,72  |
| Dalla Cassa Provinciale di Brescia                                                                | lire | 98.000     |
| Dal Municipio di Brescia                                                                          | lire | 10.000     |
| Da Parma per mezzo del Borelli                                                                    | lire | 23.277,34  |
| Da N.M.                                                                                           | lire | 3.000      |
| Per versamenti del Generale Garibaldi (ai signori Profumo, 10.000 e Gazzolo 1.000 conto corrente) | lire | 11.000     |
| Totale                                                                                            | lire | 321.870,06 |

Le spese generali complessive dell'intera campagna dell'Esercito meridionale, compresi i finanziamenti degli sbarchi successivi al primo di Marsala e fino all'arrivo delle truppe piemontesi è riepilogato in Il corpo di spedizione.

## Le conseguenze
Secondo una ricostruzione già apparsa nel 1862-1865 in due opere (La verità sugli uomini e sulle cose del regno d'Italia rivelazioni di J. A. già agente segreto del conte di Cavour e Delle recenti avventure d'Italia per il conte Ernesto Ravvitti) – e poi ripresa da Giacinto de' Sivo – i due piroscafi necessari all'impresa garibaldina sarebbero stati messi a disposizione tramite un accordo coperto da segreto di Stato. 
Il 3, o 4, maggio sera in presenza dell'avvocato Ferdinando Riccardi e del colonnello Alessandro Negri di San Front (secondo fonti moderne entrambi dei servizi segreti piemontesi, e incaricati dall'Ufficio dell'Alta Sorveglianza politica e dall'Ufficio Informazioni della Presidenza del Consiglio dei ministri del Regno di Sardegna) l'intesa fu formalizzata con rogito del notaio Gioacchino Vincenzo Baldioli, nel suo studio di via Po a Torino, accordo con il quale il Regno di Sardegna acquistava "in via temporanea" e segretamente dall'armatore Rubattino (attraverso la mediazione del direttore della compagnia, Giovanni Battista Fauché) due vapori, il Piemonte e il Lombardo, facendone beneficiario Giuseppe Garibaldi (rappresentato nella circostanza da Giacomo Medici), garanti del debito si costituivano il re sabaudo e il suo primo ministro. Una ricerca svolta presso l'Archivio di Stato di Torino non ha trovato alcun riscontro a conferma di questa versione: dell'atto di "vendita" non c'è alcun riscontro (nonostante vi siano conservate le scritture del notaio Baldioli indicato come estensore del contratto), e lo stesso si può dire per quanto riguarda il "Registro delle Patenti di Nazionalità dei Piroscafi della Marina Sarda" in cui obbligatoriamente dovevano essere riportato i passaggi di proprietà, conservato presso la stessa istituzione; vi è poi da aggiungere che il termine "vendita temporanea" non ha giuridicamente nessun significato – al limite si sarebbe parlato di noleggio – mentre la segretezza dell'accordo avrebbe reso lo stesso nullo (la vendita delle navi è soggetta a pubblicità). A tutto ciò vi è da aggiungere che non tornano i movimenti del Rubattino e non è molto credibile che per una vendita tra privati (Rubbatino e Garibaldi) dovesse intervenire come garante il Re; questi elementi portano a concludere «che non vi fu nessun contratto con Rubattino».
Subito dopo la partenza della spedizione Fauché avvisò le autorità portuali della scomparsa delle due navi e contemporaneamente garantì che il servizio postale, in appalto alla Rubattino, non sarebbe stato interrotto. Il "furto" provocò una riunione d'urgenza dei soci e dei creditori della Rubattino che il 7 maggio indirizzarono una protesta al governo sardo ritenuto colpevole di negligente sorveglianza e quindi responsabile del danno ricevuto dalla società che finanziariamente non era in buona salute, il Fauché rifiutò, e a lui sarebbe spettato quale direttore generale, di protestare ufficialmente e di sporgere denuncia per il furto; il fatto di aver abusato della sua posizione portò poche settimane dopo al suo licenziamento
L'episodio ebbe anche uno strascico polemico in quanto il Fauché fece pubblicare sui giornali genovesi una lettera scrittagli dal Bertani in cui questo si rammaricava della sua estromissione dalla Rubattino accusando, senza nominarlo, l'armatore di «non capire che per formare la grande Società della Nazione, deve sacrificarsi qualunque società privata»; Raffaele Rubattino si difese scrivendo il 23 giugno a Giacomo Medici chiedendogli che difendesse presso Garibaldi e i conoscenti il suo buon nome di patriota. La polemica tra il Rubattino e il Fauché su chi aveva il merito patriottico di aver fornito le navi ai Mille continuò negli anni a venire.
Quando la spedizione terminò alla società di navigazione Rubattino sarà anche riconosciuta, con decreto dittatoriale di Garibaldi del 5 ottobre 1860, la somma di 1,2 milioni di lire come risarcimento per la perdita del Piemonte e del Lombardo, valutati 750 000 lire, e del piroscafo Cagliari, valutato 450 000 lire (che era stato adoperato per la fallita spedizione di Pisacane nel 1857 e poi restituito all'armatore dal governo borbonico).

### La lettera di Garibaldi alla società "Vapori Nazionali"
Dopo la partenza delle navi Piemonte e Lombardo e il successivo sbarco in Sicilia, il giornale L'unità italiana pubblicava il 14 maggio 1860 un supplemento nel quale annunciando la notizia dello sbarco in Sicilia, spiegava le motivazioni del gesto di impadronirsi delle due navi, riportando una lettera di Garibaldi nella quale venivano esposte le profonde e ideali ragioni che lo avevano indotto a tale azione, della quale si assumeva la responsabilità e alla quale intendeva porre rimedio dal punto di vista economico nei confronti della società di navigazione interessata.